# Luis Díaz (Rennfahrer)

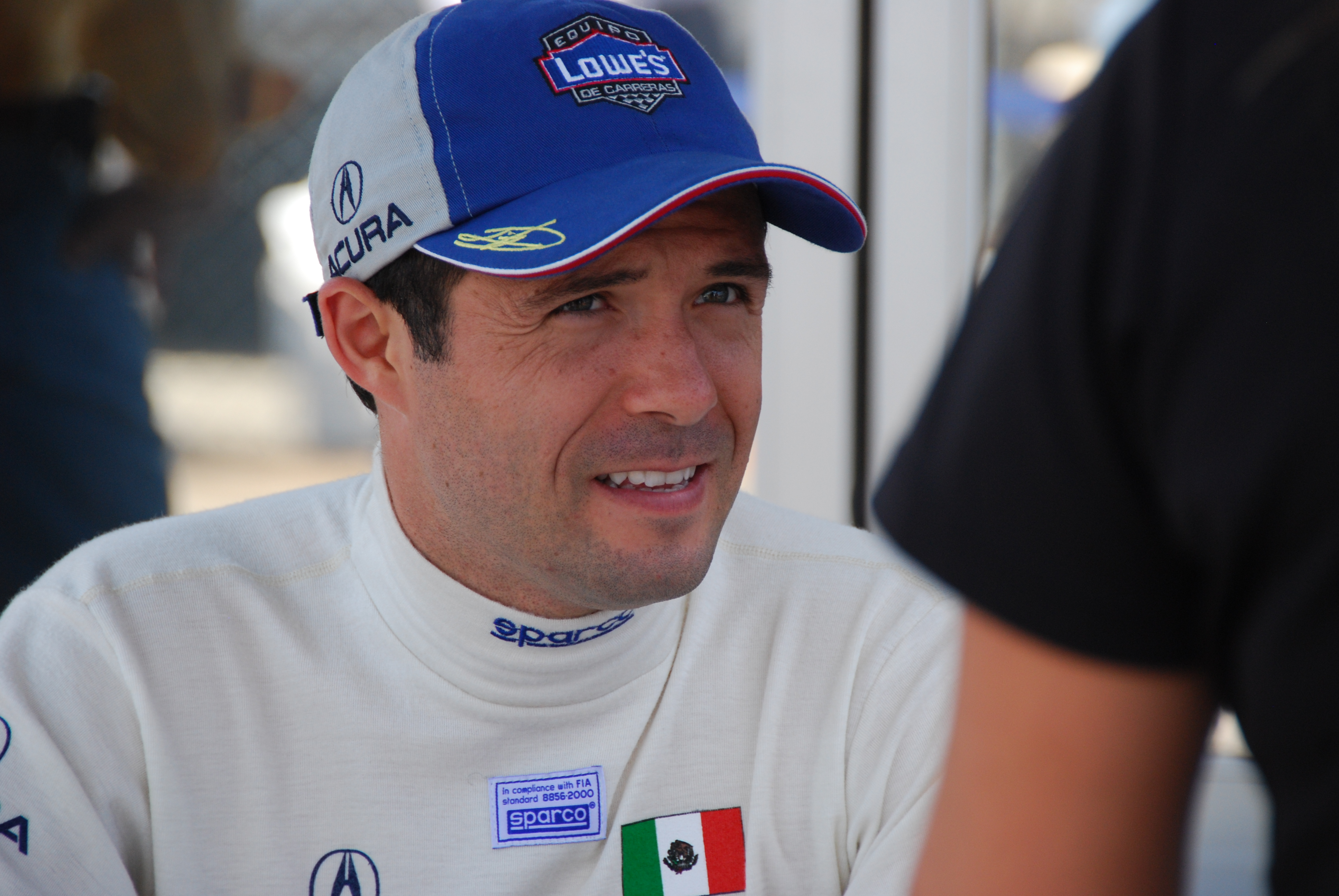
Luis Días 2008

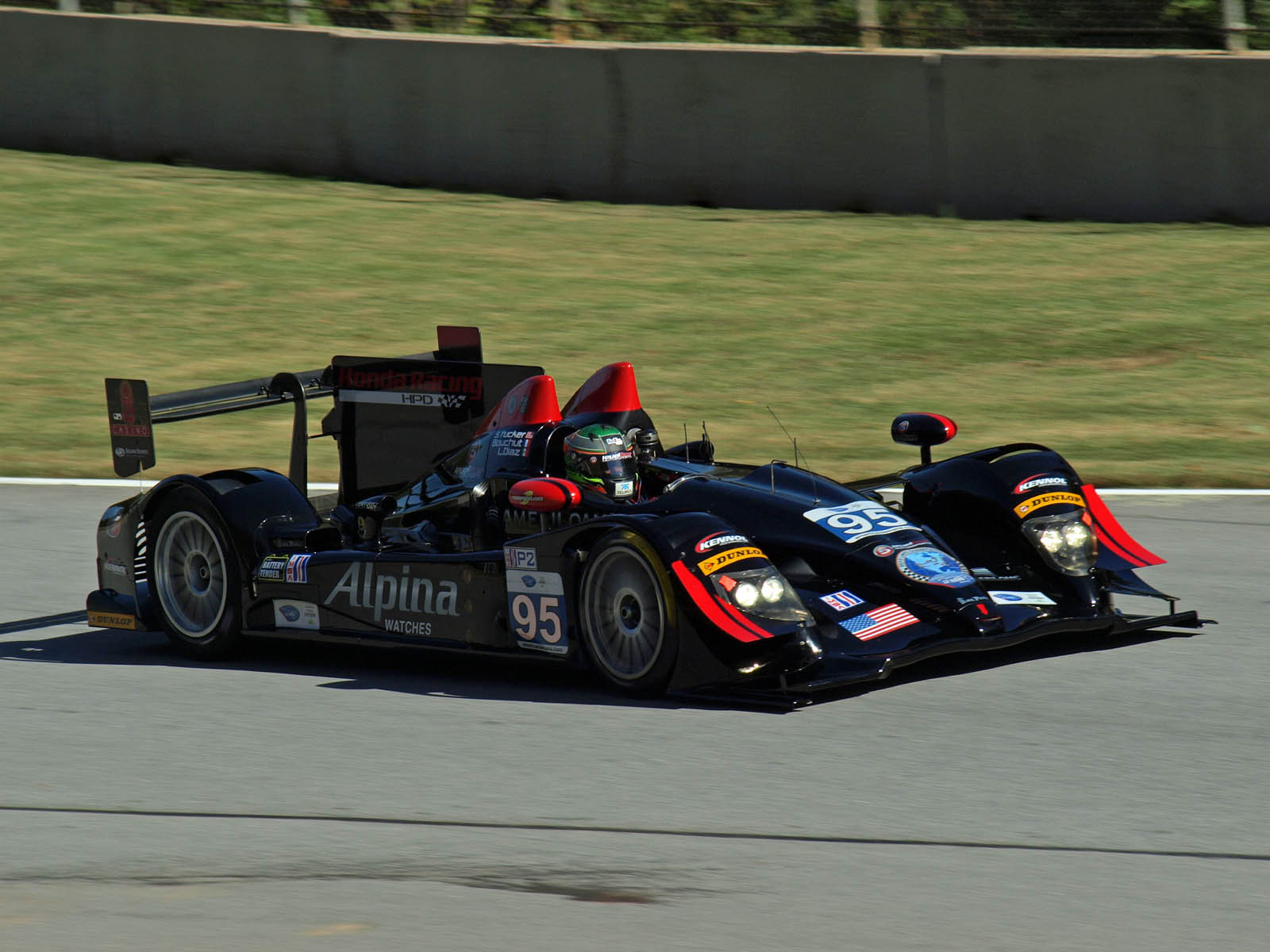
Luis Díaz im HPD ARX-03b beim Petit Le Mans 2012

Luis Miguel Díaz Castell (* 1. Dezember 1977 in Mexiko-Stadt) ist ein ehemaliger mexikanischer Automobilrennfahrer.

## Karriere im Motorsport
Nach Anfängen im Kartsport begann die Monopostokarriere von Díaz 1997 in der mexikanischen Formel-3-Meisterschaft. 1998 gewann er nach sechs Saisonsiegen die Gesamtwertung dieser Meisterschaft. Zu Beginn der 2000er-Jahre kam er in die Vereinigten Staaten und fuhr Rennen in der Atlantic Championship und der Indy Lights. Der dauerhafte Umstieg in die Champ-Car-Serie gelang trotz einiger Einsätze nicht.
2004 wechselte Díaz in den Sportwagensport. Für Chip Ganassi Racing fuhr er einen Lexus Riley in der Grand-Am Sports Car Series und beendete die Saison an der 10. Stelle der Gesamtwertung (Meister Massimiliano Papis). 2005 (hinter den Gesamtsiegern Max Angelelli und Wayne Taylor) und 2006 (hinter Jörg Bergmeister) erreichte im Schlussklassements des Championats jeweils den 2. Rang.
2005 war er Mitglied des mexikanischen Teams, das in der A1GP-Serie den 11. Rang belegte. Ab 2007 fuhr in der American Le Mans Series für das Team seines Freundes und Landsmanns Adrián Fernández. 2009 gewann das Duo die Gesamtwertung der LMP2-Klasse. in diesem Jahr beendete er das 12-Stunden-Rennen von Sebring an der dritte Stelle der Endwertung. Seinen bisher einzigen Auftritt beim 24-Stunden-Rennen von Le Mans hatte er 2012, wo der HPD ARX-03b mangels Benzin auf der Rennstrecke ausrollte und ausfiel.
Bis zum Ablauf der Saison 2016 feierte er bei 102 Sportwagenstarts neun Gesamt- und 15 Klassensiege.

## Statistik

### Le-Mans-Ergebnisse
| Jahr | Team                | Fahrzeug    | Teamkollege  | Teamkollege        | Platzierung | Ausfallgrund |
| ---- | ------------------- | ----------- | ------------ | ------------------ | ----------- | ------------ |
| 2012 | Level 5 Motorsports | HPD ARX-03b | Scott Tucker | Christophe Bouchut | Ausfall     | kein Benzin  |

### Sebring-Ergebnisse
| Jahr | Team                    | Fahrzeug            | Teamkollege      | Teamkollege   | Platzierung     | Ausfallgrund |
| ---- | ----------------------- | ------------------- | ---------------- | ------------- | --------------- | ------------ |
| 2007 | Lowe’s Fernandez Racing | Lola B06/43         | Adrián Fernández |               | Rang 3          |              |
| 2008 | Lowe’s Fernandez Racing | Acura ARX-01b       | Adrián Fernández |               | Disqualifiziert |              |
| 2009 | Lowe’s Fernandez Racing | Acura ARX-01b       | Adrián Fernández |               | Rang 4          |              |
| 2010 | Alex Job Racing         | Porsche 997 GT3 Cup | Ricardo González | Patrick Kelly | Rang 19         |              |
| 2011 | Level 5 Motorsports     | Lola B11/40         | Ryan Hunter-Reay |               | Rang 20         |              |
| 2012 | Level 5 Motorsports     | HPD ARX-03b         | Ryan Hunter-Reay | Scott Tucker  | Ausfall         | Defekt       |
| 2013 | Level 5 Motorsports     | HPD ARX-03b         | Simon Pagenaud   | Scott Tucker  | Rang 7          |              |

### Einzelergebnisse in der FIA-Langstrecken-Weltmeisterschaft
| Saison | Team                | Rennwagen   | 1   | 2   | 3   | 4   | 5   | 6   | 7   | 8   | 9   |
| ------ | ------------------- | ----------- | --- | --- | --- | --- | --- | --- | --- | --- | --- |
| 2012   | Level 5 Motorsports | HPD ARX-03b | SEB | SPA | LEM | SIL | SAO | BAH | FUJ | SHA |     |
| 2012   | Level 5 Motorsports | HPD ARX-03b | DNF |     | DNF |     |     |     |     |     |     |
| 2016   | Greaves Motorsport  | Gibson 015S | SIL | SPA | LEM | NÜR | MEX | AUS | FUJ | SHA | BAH |
| 2016   | Greaves Motorsport  | Gibson 015S |     | 10  |     |     |     |     |     |     |     |